# 178603 Pinkine
178603 Pinkine è un asteroide della fascia principale. Scoperto nel 2000, presenta un'orbita caratterizzata da un semiasse maggiore pari a 2,3971929 au e da un'eccentricità di 0,2266577, inclinata di 1,21964° rispetto all'eclittica.